# Thélod
Thélod ist eine französische Gemeinde mit 250 Einwohnern (Stand: 1. Januar 2022) im Département Meurthe-et-Moselle in der Region Grand Est (bis 2015  Lothringen). Sie gehört zum Arrondissement Nancy und zum Kanton Meine au Saintois.

## Geografie
Thélod liegt etwa 23 Kilometer südsüdwestlich von Nancy. Umgeben wird Thélod von den Nachbargemeinden Marthemont im Norden, Maizières im Norden und Nordosten, Xeuilley im Nordosten und Osten, Houdelmont im Osten, Parey-Saint-Césaire im Südosten und Süden, Goviller im Südwesten sowie Germiny im Westen.

## Bevölkerungsentwicklung
| Jahr                       | 1962 | 1968 | 1975 | 1982 | 1990 | 1999 | 2006 | 2019 |
| Einwohner                  | 167  | 142  | 119  | 167  | 217  | 258  | 262  | 250  |
| Quellen: Cassini und INSEE |      |      |      |      |      |      |      |      |

## Sehenswürdigkeiten
- Reste des gallorömischen Oppidums
- Kirche Saint-Pierre-et-Saint-Epvre aus dem 16. Jahrhundert
- Burg aus dem 14. Jahrhundert, im Dreißigjährigen Krieg zerstört

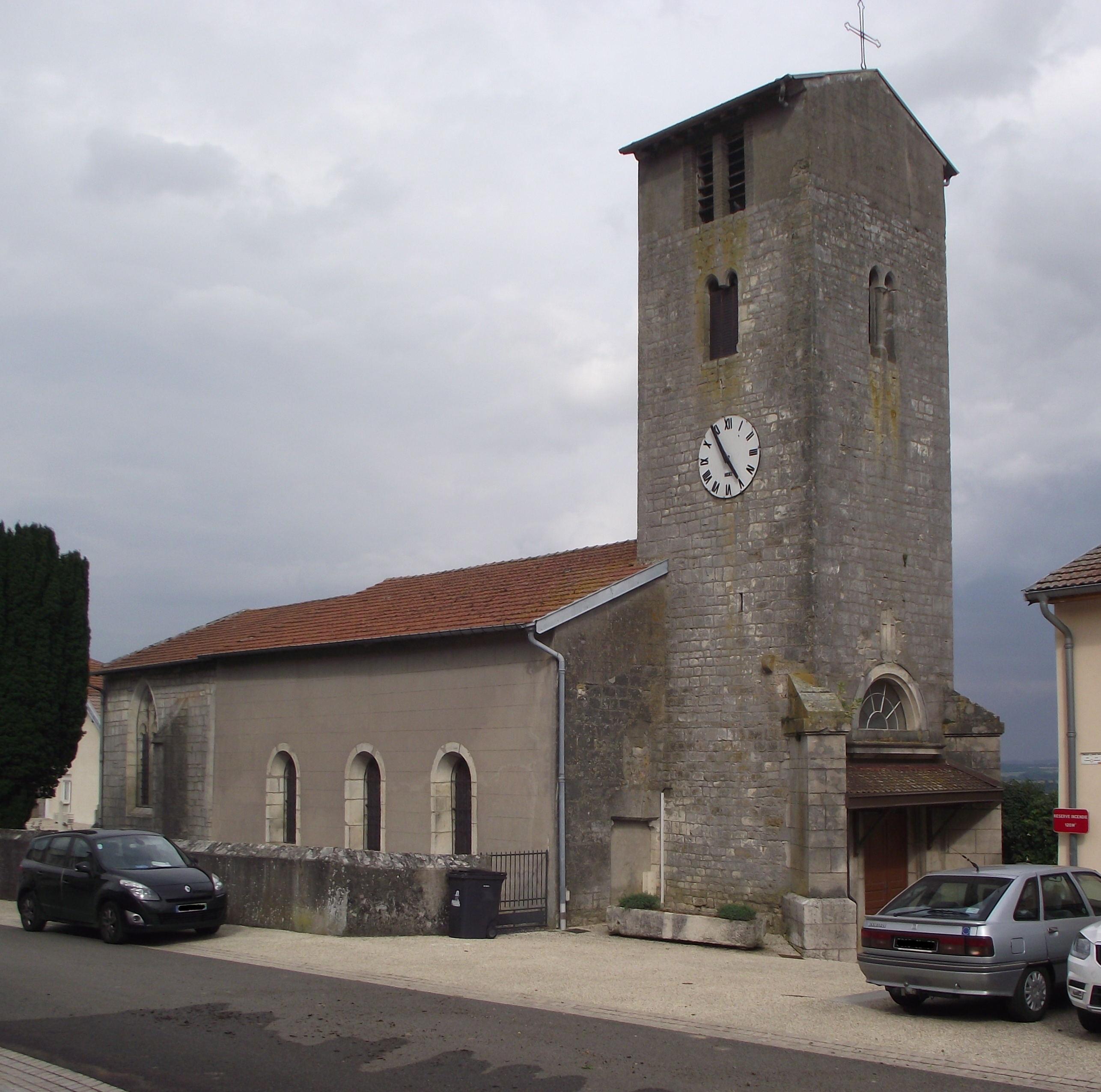
Kirche Saint-Pierre-et-Saint-Epvre